# Quand j'étais Miss Dow
Quand j'étais Miss Dow (titre original : When I was Miss Dow) est une nouvelle de l'écrivaine américaine Sonya Dorman. Elle a été publiée pour la première fois dans Galaxy Science Fiction en juin 1966. Dans l'histoire, un être sur une planète unisexe colonisée par des gens de la Terre est transformé en femme humaine et a une relation avec un colon masculin qui est plus intense que prévu.
La nouvelle est considérée comme un classique de science-fiction féministe.

## Contexte
Sonya Dorman était éleveuse d'akitas, ce qui explique une des thématiques de l'histoire sur l'élevage de chiens.

## Résumé
L'histoire est écrite au présent. Le narrateur est un membre des peuples indigènes d'une planète récemment colonisée par des humains de la Terre; ils sont unisexes, ont un lobe cérébral et peuvent changer de forme. Le directeur et l'oncle du narrateur, estimant qu'ils devraient s'entendre avec les colons, et que le narrateur devrait s'efforcer de ramener des crédits et des sulfas, lui conseillent de changer de forme et d'adopter une forme femelle. Après « quatre jours dans le réservoir absorbant le modèle terrien féminin », et avec un deuxième lobe cérébral, il / elle devient Martha Dow, botaniste et assistante du Dr Arnold Proctor, biologiste en chef de la colonie.
Martha Dow étudie les kootas, des chiens de cette planète élevés pour la course. Certains ont un défaut génétique qui les rend boiteux. Le koota du narrateur est passé aux rayons X par Proctor, et il trouve des preuves du défaut. Proctor, semblant profiter de l'anxiété de Martha à propos du chien, commence à la séduire et ils commencent une relation. Il suppose que le narrateur est un Terrien ; elle se rend compte que le directeur l'a inscrite à la colonie en tant que telle.
Martha Dow essaie de comprendre pourquoi, alors que les humains ont deux sexes, ont n'en trouve pratiquement qu'un seul représenté dans le milieu de la science, chose difficile à comprendre pour une personne appartenant à un monde d'individus unisexes.
Le directeur se met en colère à propos de la liaison du narrateur avec un seul homme. Il lui indique « Vous étiez censé commencer par le Docteur, et continuer à partir de là ». Le directeur et l'oncle du narrateur sont dépendants au sulfadiazole et s'attendent à ce qu'elle rapporte des crédits supplémentaires à son salaire. Elle constate que les autres membres de son espèce qui ont emprunté des modèles féminins n'ont pas reçu de deuxième lobe cérébral; elle l'a reçu, dit le directeur, pour la rendre plus efficace.
Le narrateur apprécie jouer le rôle de Martha, mais le Docteur Proctor meurt subitement un jour, alors que le narrateur se trouve avec lui. Martha ramène le corps à la maison et demande au directeur de le mettre dans l'une des banques de cellules; mais ce dernier indique qu'un Terran ne peut pas être recréé, alors elle le ramène, conservant cependant chez elle en souvenir une sculpture en bois de Proctor d'un oiseau murger. Le directeur pense qu'il est peut-être trop tard pour ramener le narrateur à sa forme initiale, mais il s'avère capable de revenir en arrière.

## Réception
Quand j'étais Miss Dow a participé au premier scrutin du prix Nebula de la meilleure nouvelle courte, sans être retenu parmi les finalistes, et a été incluse dans Nebula Award Stories Two (en), publié en 1967. Au cours des années suivantes, la nouvelle est traduite en allemand, français, espagnol et néerlandais. En 1995, elle est nommée rétrospectivement pour le prix James Tiptree, Jr..
La nouvelle adopte un ton satyrique pour explorer des questions d'identité de genre. Elle a été incluse dans l'anthologie de Lisa Yaszek The Future is Female !, qui regroupe vingt-cinq nouvelles de science-fiction féministe classiques et dans l'anthologie de Pamela Sargent Femmes et Merveilles. Quand j'étais Miss Dow est considérée comme une nouvelle classique du genre féministe.
La particularité et l'originalité de l'angle adopté par l'autrice tient au fait d'utiliser un extraterrestre qui prend une forme féminine pour explorer et étudier la subjectivité patriarcale du rôle assigné de femme, cette étude critique s’érodant au fur et à mesure que l'extraterrestre développe une dépendance affective envers son employeur, ce qui le conduit à se construire une image de soi dépendante de son employeur. Cette métamorphose psychique représente la construction psychique du sujet féminin telle qu'opérée par l'idéologie patriarcale,.